# Limache
Limache es una ciudad y comuna chilena, perteneciente a la provincia de Marga Marga, en la Región de Valparaíso. Hasta el 10 de marzo de 2010 formó parte de la provincia de Quillota.
Limache limita con la comuna de Quillota al norte, Quilpué y Villa Alemana al sur, Olmué al este y Concón al oeste. Junto con las comunas de Olmué, Quilpué y Villa Alemana integra el Distrito Electoral N.º 6 y pertenece a la Circunscripción Senatorial VI (Valparaíso). 
Limache cuenta con 46 121 habitantes en 2017 (INE), y con una densidad de población de 133,49 hab/km².

## Toponimia
Aunque se desconoce el origen preciso del topónimo «Limache», existen dos hipótesis. Según Benjamín Vicuña Mackenna, el nombre de Limache proviene de lli, que significa peñasco, y de machi, que significa del brujo. Esta hipótesis se relaciona con una leyenda indígena según la cual el cerro La Campana era un peñasco lleno de oro y que, ante la codicia española por el metal, los machis del sector resolvieron que cayera sobre el cerro una espesa capa de granito. Esto fue corroborado por el misionero alemán Ernesto Wilhelm de Moesbach quien, respaldado por los libros de la Iglesia de la Santa Cruz, señaló que antiguamente a la zona se le conocía como Llimachi. Según el historiador Francisco Antonio Encina, el topónimo Limache significa gente de Lima, ya que se habría instalado en el lugar un mitimae.

## Historia

### Época precolombina
Los hallazgos arqueológicos indican que el valle de Limache fue ocupado por la cultura Aconcagua. Los picunches vivían en pequeños caseríos y desarrollaron una agricultura basada en los cultivos de maíz, porotos, papas y ají, así como una ganadería dedicada principalmente a las llamas y guanacos. Hacia fines del siglo XV y comienzos del siglo XVI los picunches fueron dominados por el Imperio inca durante el reinado de Huayna Cápac.

### Conquista española
Los primeros asentamientos españoles en el valle se vieron favorecidos por el ramal del Camino del Inca que pasaba por el sector y por la cercanía a los lavaderos de oro del estero Marga Marga. El conquistador Pedro de Valdivia fue el primer español en autoadjudicarse una merced de tierra en la zona comprendida entre Quillota por el norte, el estero Marga Marga por el sur y Lampa por el este. 
A fines del siglo XVI, con la decadencia de la producción de oro en el estero Marga Marga, las diversas propiedades que existían luego de la fragmentación de la merced de Valdivia comenzaron a dedicarse a labores agropecuarias, fundamentalmente a la ganadería y obrajes de jarcia, comenzando a denominarse estancias.
En las primeras décadas del siglo XVII se creó la Doctrina de Limache, un área a cargo de un cura doctrinero, quien estaba encargado de enseñar a los aborígenes la fe y cultura española. El templo central se ubicó en el núcleo de la estancia de Limache, lo que le dio el nombre a la Doctrina. Con el tiempo se perdió el término doctrina y solo se conservó Limache, dándole el nombre al valle. Si bien, no se sabe la fecha exacta en que nació la doctrina, se puede tomar como referencia el texto Histórica relación del Reino de Chile de Alonso de Ovalle el cual cuenta que un nativo, mientras cortaba leña, encontró un árbol en forma de cruz con un Cristo grabado en su tronco en el año 1636. Este Cristo fue llevado a la estancia de Limache —que cambió su denominación por la de "Santa Cruz", en donde se edificó una iglesia votiva.

### SigloXIX
El 27 de enero de 1857 fue fundada la localidad de Santa Cruz de Limache, localizada en la ribera sur del estero Limache, en el actual sector de Limache Viejo  El tejido urbano comenzó a desarrollarse a partir de la intersección del camino que iba desde Valparaíso hacia Quillota y la ruta que se dirigía hacia las haciendas del interior de la cuenca. Desde entonces, la ciudad se desarrolló con dos tejidos paralelos separados por el estero, Limache viejo y San Francisco de Limache.
En 1884 se construyó un tranvía tirado por caballos y, siendo Limache uno de los primeros pueblos del valle del Aconcagua en poseer dicho medio de transporte.
A finales del siglo XIX, Limache ya contaba con una población 6 442 habitantes. En esa fecha, Limache poseía dos iglesias, la parroquial bajo la advocación de San Pedro y titular de la ciudad, y la de San Francisco; algunos edificios de recreo, hoteles, cuatro escuelas, oficinas de registro civil, correo y telégrafo.

### SigloXX
Durante la primera mitad del siglo XX la ciudad fue equipándose y especializándose a cada lado del estero. En la ribera norte quedó la estación de ferrocarriles y, asociado a ella, establecimientos educativos e industriales, mientras que en la ribera sur se establecieron los edificios administrativos. El desarrollo del ferrocarril entre Santiago y Valparaíso fue un gran impulso para el crecimiento de muchas ciudades de la región, incluyendo a Limache. Al igual que en muchas localidades del valle del Aconcagua y Marga Marga llegaron grupos de palestinos e italianos, y españoles en menor medida, a principios y mediados del siglo XX. En el caso de Limache los italianos tuvieron más visibilidad que, por ejemplo, palestinos y españoles. Su vinculación con el comercio generó una huella visible en el centro histórico de Limache al igual que en localidades como La Calera, Quillota o La Ligua. El club social italiano y la gran cantidad de oferta gastronómica italiana es un ejemplo de aquello. Posteriormente muchos de los descendientes de esa ola migratoria del siglo XX en la Región de Valparaíso terminaron viviendo en Viña del Mar, contribuyendo a la expansión acelerada de esa ciudad en el siglo XX.
El 17 de febrero de 1986 ocurrió un accidente ferroviario en el sector de Queronque, considerado el peor accidente ferroviario en la historia del país, en el cual 58 personas perdieron la vida, y otras 510 resultaron heridas. El accidente se produjo por una falla en el sistema de comunicación con el cual se trabajaba en ese entonces, sumado al hecho de que en ese momento existía una sola vía férrea, debido a un atentado terrorista perpetrado en noviembre de 1985, el cual dejó inhabilitado el puente cercano al sitio del accidente.

## Geografía

### Geomorfología
La comuna de Limache se encuentra emplazada en las unidades geomorfológicas de Planicie marina o fluviomarina, Llanos de sedimentación fluvial o aluvional y Cordillera de la costa.

### Clima
Presenta según la clasificación climática de Köppen clima mediterráneo de lluvia invernal (Csb) y clima mediterráneo de lluvia invernal de altura (Csb (h)).

### Hidrografía

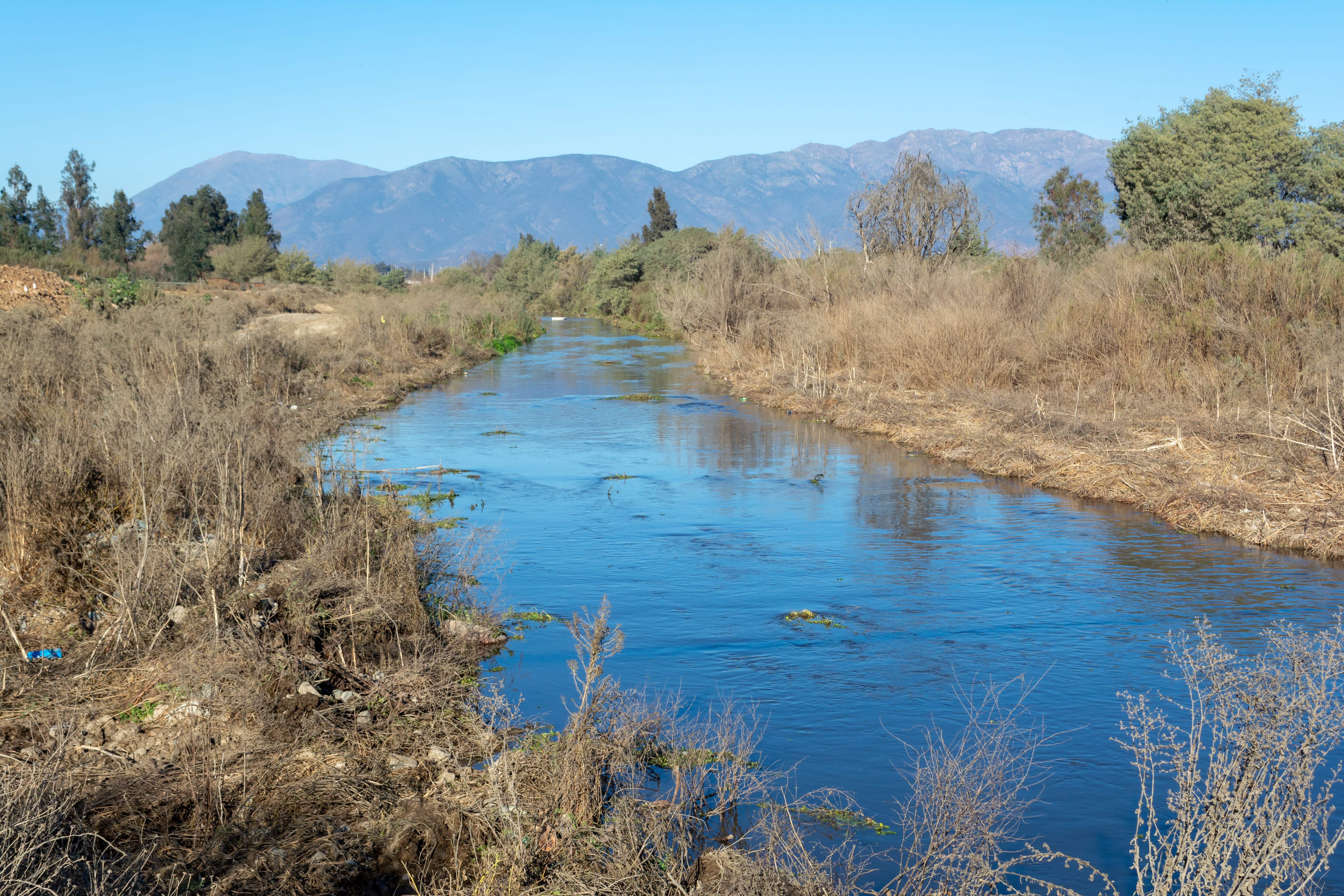
Vista del estero Limache.

Esta además se halla entre las cuencas hidrográficas de Costeras entre el río Aconcagua y río Maipo, río Aconcagua y río Maipo. El principal curso de agua de la comuna es el estero Limache, el cual nace en la vertiente poniente de los cerros La Campana y El Roble y del cordón de la Dormida, donde se juntan los esteros Las Palmas, Quebrada Alvarado y Cajón de la Dormida con el nombre de Estero Pelumpén. En su recorrido, el estero divide a la ciudad de Limache en dos sectores, Limache Viejo y San Francisco de Limache. Luego sigue hacia el oeste casi paralelo al curso del río Aconcagua y se une a este por la ribera norte a 8 km de su desembocadura en Concón Alto.
Una de las  principales fuentes de agua potable en la zona es el embalse Los Aromos, el cual nutre la sección del río Aconcagua que abastece a la planta de Concón de Esval.

## Medio ambiente

Trazado simplificado de los ecosistemas y cuerpos de agua presentes en la comuna de Limache.

Dentro del territorio de la comuna se pueden hallar los siguientes ecosistemas:
- Bosque caducifolio mediterráneo costero donde predominan Nothofagus macrocarpa y Ribes punctatum (Vulnerable)
- Bosque esclerófilo mediterráneo costero donde predominan Cryptocarya alba y Peumus boldus (Vulnerable)
- Bosque esclerófilo mediterráneo costero donde predominan Lithrea caustica y Cryptocarya alba (Casi amenazado)

### Medidas de protección ambiental y conflictos socioambientales
Hasta 2022, la comuna de Limache cuenta con las siguientes zonas que poseen algún nivel de protección ambiental:
- Colliguay (Sitios ERB)[21]
- Estero Limache (Sitios ERB)[22]
- Humedal Canal Waddington en Cerro La Huinca (Humedal urbano)[23]
- Humedal Reserva natural municipal piedras blancas (Humedal urbano)[24]
- Humedal Tranque Cerro La Huinca (Humedal urbano)[25]
- La Campana - Peñuelas (Reserva Biósfera)[26]
- Los Perales - Estero Los Coligues - Cerro Tres Puntas (Sitios ERB)[27]
- río Aconcagua (Sitios ERB)[28]

## Demografía
Según los datos recolectados en el censo del Instituto Nacional de Estadísticas, la comuna posee una superficie de 294 km² y una población de 39 219 habitantes, de los cuales son 19 950 mujeres y son 19 269 hombres.
Limache acoge al 2,55% de la población total de la región. Un 10,89% (4.271 habitantes) corresponde a población rural y un 89,11% (34.948 habitantes) a población urbana.

## Administración

### Municipalidad

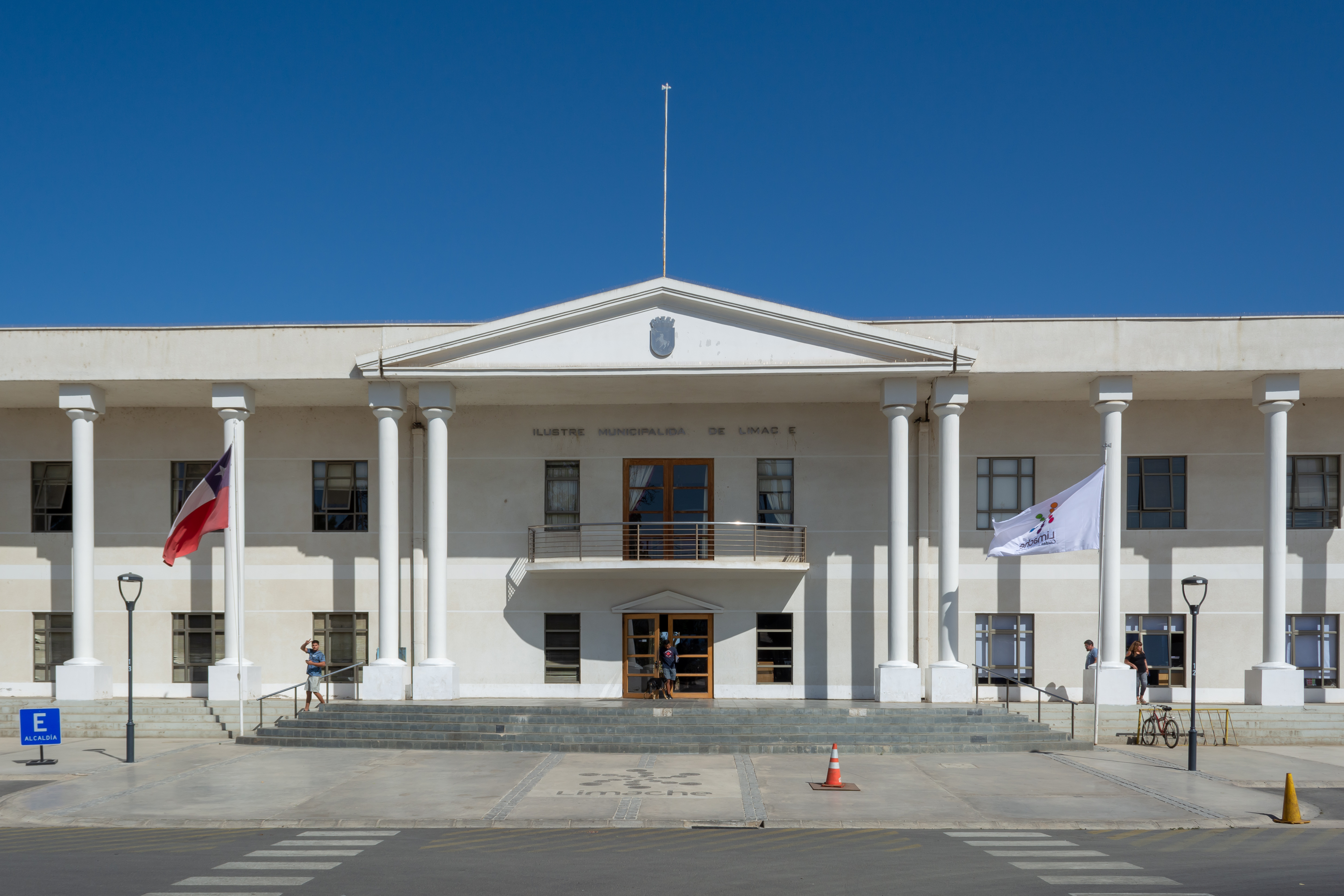
Edificio Consistorial de Limache.

La Ilustre Municipalidad de Limache para el período 2024-2028 es dirigida por el alcalde Luciano Valenzuela Romero (Ind./RN), mientras que el concejo municipal está conformado por:
- Victoria Ladrón de Guevara Astudillo (REP)
- Alexis Ahumada Gómez (UDI)
- Danilo Sandoval Sarabia (Ind./UDI)
- Matías Irarrázabal Gutiérrez (RN)
- Paula Abarca Carrizo (Ind./RN)
- Álvaro Zamora Pérez (PS)

### Representación parlamentaria
Limache pertenece al Distrito Electoral n.º 6 y a la VII Circunscripción Senatorial (Valparaíso).
Es representada en la Cámara de Diputadas y Diputados del Congreso Nacional por Diego Ibáñez Cotroneo (FA), Carolina Marzán Pinto (PPD), Andrés Longton Herrera (RN), Nelson Venegas Salazar (PS), Chiara Barchiesi Chávez (REP), Camila Flores Oporto (RN), Gaspar Rivas Sánchez (PDG) y María Francisca Bello (FA). A su vez, es representada en el Senado por Ricardo Lagos Weber (PPD), Isabel Allende Bussi (PS), Juan Ignacio Latorre Rivero (FA), Kenneth Pugh (RN) y Francisco Chahuán Chahuán (RN).

## Economía

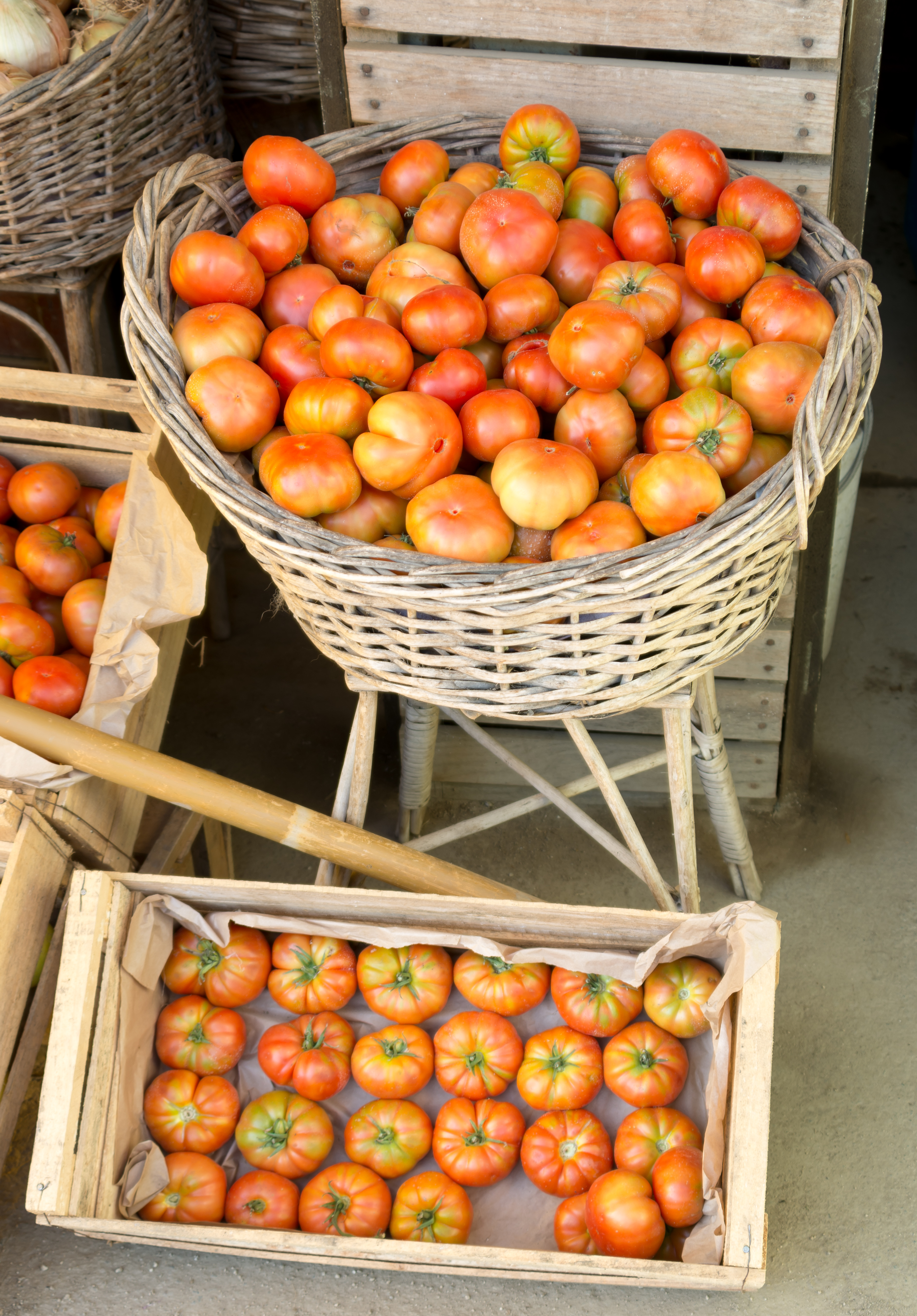
El tomate es uno de los principales productos agrícolas de Limache.

Desde mediados del siglo XX Limache se ha caracterizado por tener una producción agrícola basada en el cultivo del tomate. En el censo agropecuario de 1965, Limache ocupaba el tercer lugar en la región con superficie plantada de hortalizas, con 1023 hectáreas. En el censo de 1997 se señala que Limache tenía 1143,6 hectáreas de hortalizas al aire libre o en invernaderos. El destino de los tomates de Limache son, principalmente, las ferias de la Vega Central y Lo Valledor en Santiago, y en menor medida en las ferias de La Calera y Valparaíso.
En el ámbito industrial destaca la fábrica de confites Merello, la cual comercializa sus productos en los principales supermercados a lo largo del territorio nacional y también al extranjero.
Las instituciones financieras, así como el comercio de la ciudad se concentran en San Francisco, en los alrededores de la Estación Limache, especialmente en torno a la Avenida Urmeneta y las calles Arturo Prat, Ignacio Serrano y Carlos Condell. En Limache Viejo el comercio se concentra en los alrededores de la Avenida República, Avenida Palmira Romano y calle Echaurren. En la última década, la actividad comercial se ha visto potenciada en Limache Viejo por la construcción de nuevos supermercados y locales comerciales próximos a la plaza Independencia.
Los servicios básicos están en manos de empresas privadas, cuyas oficinas se encuentran en San Francisco de Limache, próximas a la Estación Limache. Chilquinta es la encargada de la distribución eléctrica en Limache, así como en la mayor parte de la región. El servicio de agua potable y alcantarillado está a cargo de Esval.
Limache es un importante destino turístico en el interior de la región de Valparaíso, especialmente durante la época estival, cuando se desarrollan eventos tales como el Festival de la Cerveza, el tradicional show piroténico de año nuevo, todos ellos celebrados en el estadio Ángel Navarrete Candia, en Limache Viejo, y que convocan un gran público proveniente desde las comunas aledañas. Por su conectividad y proximidad con Olmué, Limache es también un paso obligado para quienes visitan el Parque nacional La Campana. Entre los principales atractivos turísticos de Limache se encuentra el Parque Brasil, ubicado en pleno centro de San Francisco de Limache; el embalse Lliu-Lliu, donde además se encuentra un monasterio Benedictino. En torno a la avenida Eastman, que conecta Limache y Olmué, se encuentran hosterías, cabañas, restaurantes con comida típica chilena, venta de frutos de la zona o artesanías en mimbre. En este sector se encuentra también la Lechería San Benedetto, que ofrece visitas guiadas. En las localidades rurales de Lliu-Lliu y Los Laureles, en septiembre, se celebran la tradicional Fiesta de La Trilla. A fines de febrero, se celebra la festividad de la Virgen Patrona de La Ciudad, Nuestra Señora Purísima de Las Cuarenta Horas.

## Servicios públicos

### Educación

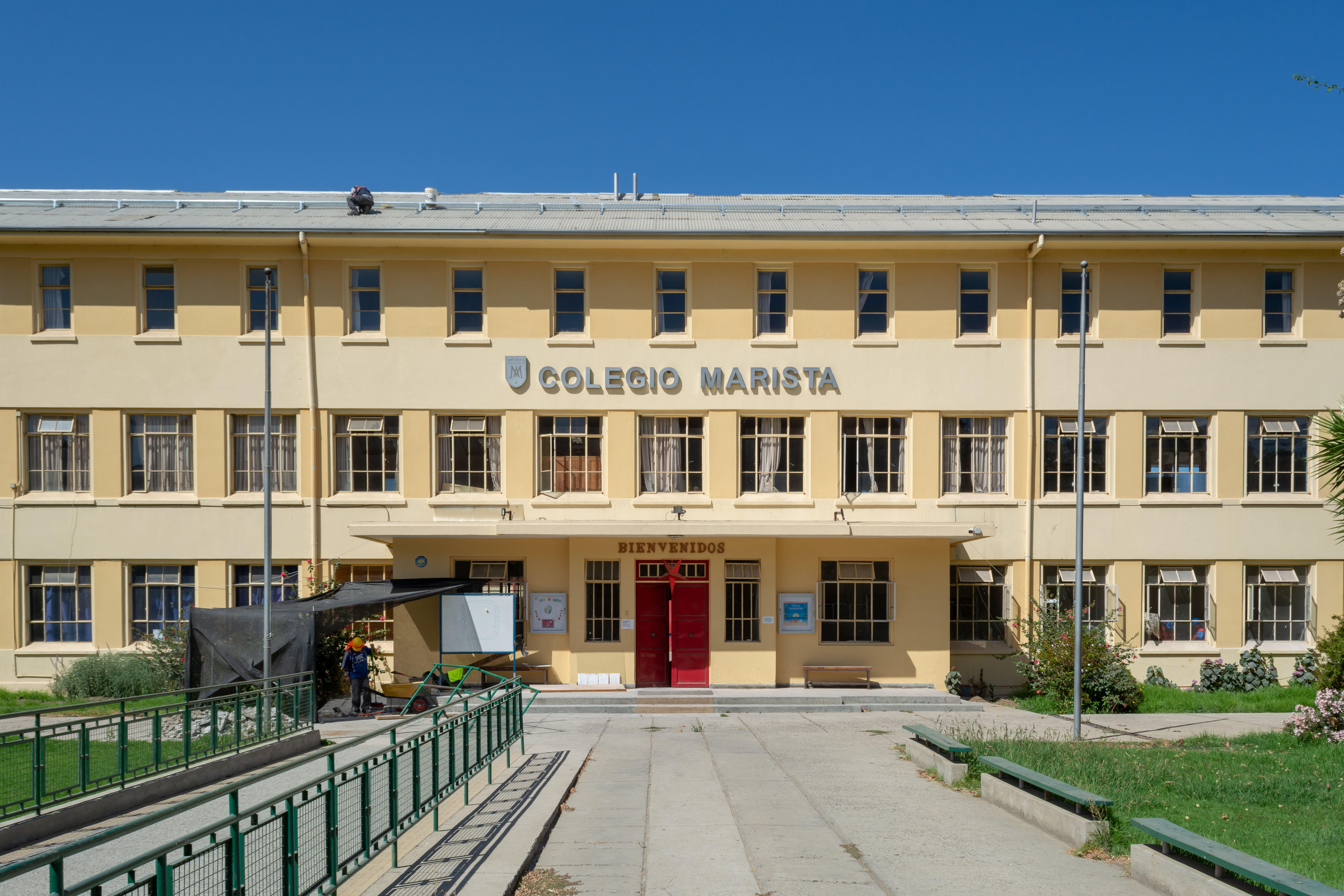
Instituto Santa María.

En Limache existen 37 establecimientos de educación parvularia, básica y media, de los cuales 34 son urbanos y 3 son rurales. Uno de los establecimientos más emblemáticos de la ciudad es el Liceo Municipal A-37, el cual, además de ser un establecimiento de educación media, es sede de un centro de formación técnica de la Pontificia Universidad Católica de Valparaíso, esto debido a un convenio firmado por el alcalde Daniel Morales para potenciar la educación superior en Limache.

#### Museo y biblioteca
El Museo Palmira Romano fue inaugurado el 23 de septiembre de 2000. Previo a su fallecimiento, el 11 de julio de 1995, la entonces alcaldesa Palmira Romano, en su testamento legó su residencia y pertenencias a la Ilustre Municipalidad de Limache, con la expresa condición de ser utilizada como museo y como sede de recepción de autoridades públicas.
La biblioteca pública Josue Wadington se encuentra en la Avenida Urmeneta. Esta cuenta con una sala infantil, una sala general de lectura y una hemeroteca.

## Cultura

### Patrimonio

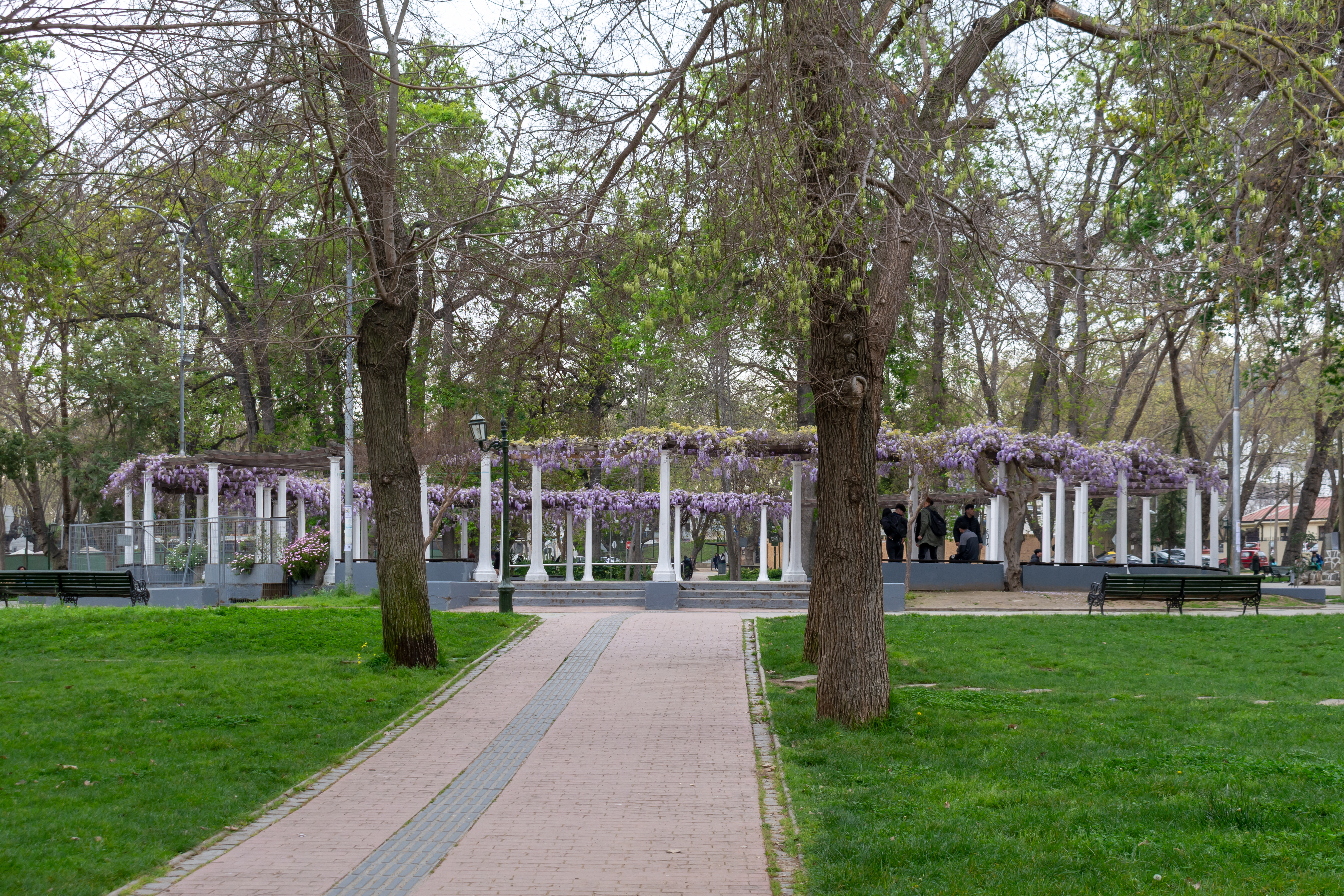
Pérgola del Parque Brasil.

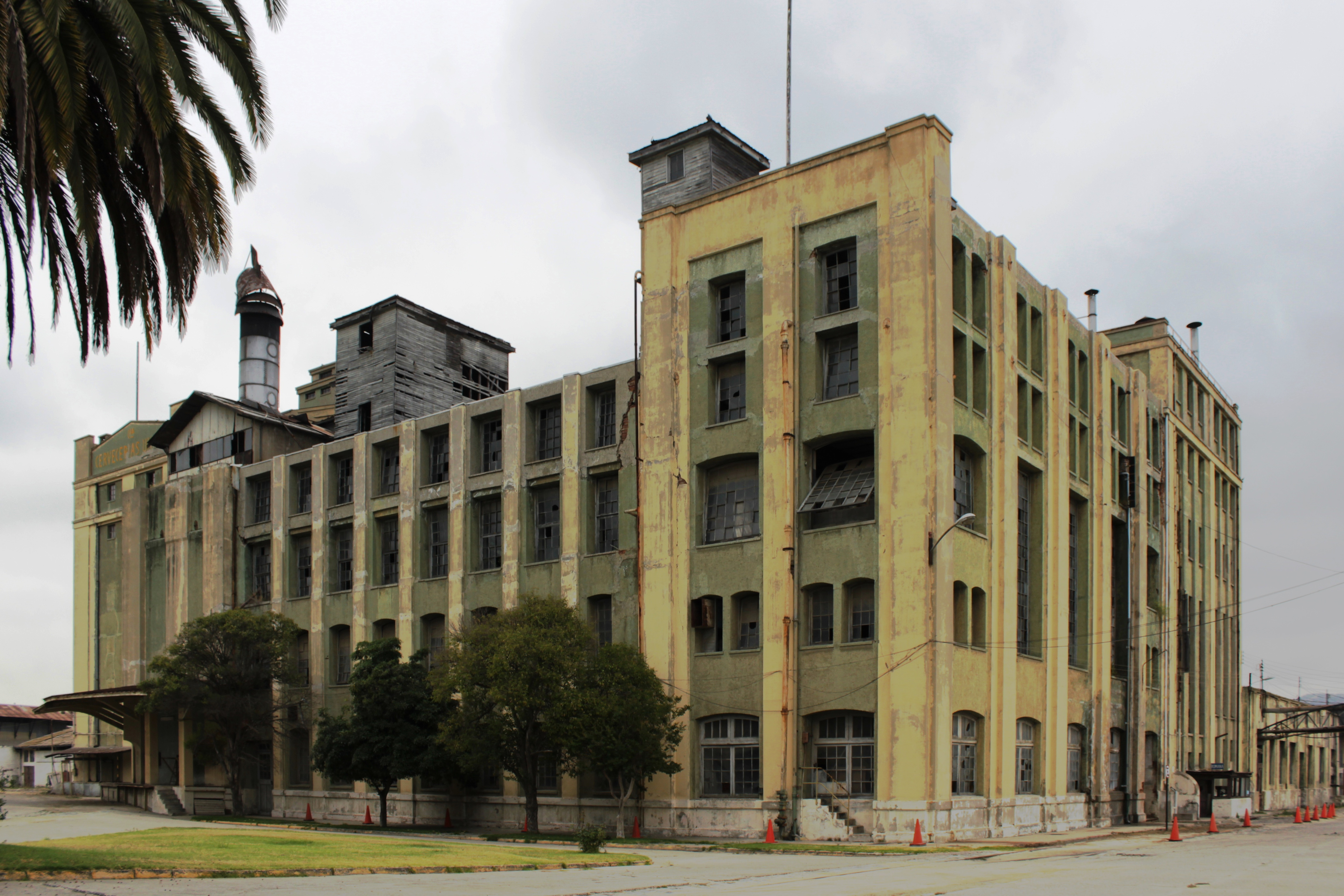
Cervecería CCU Limache.

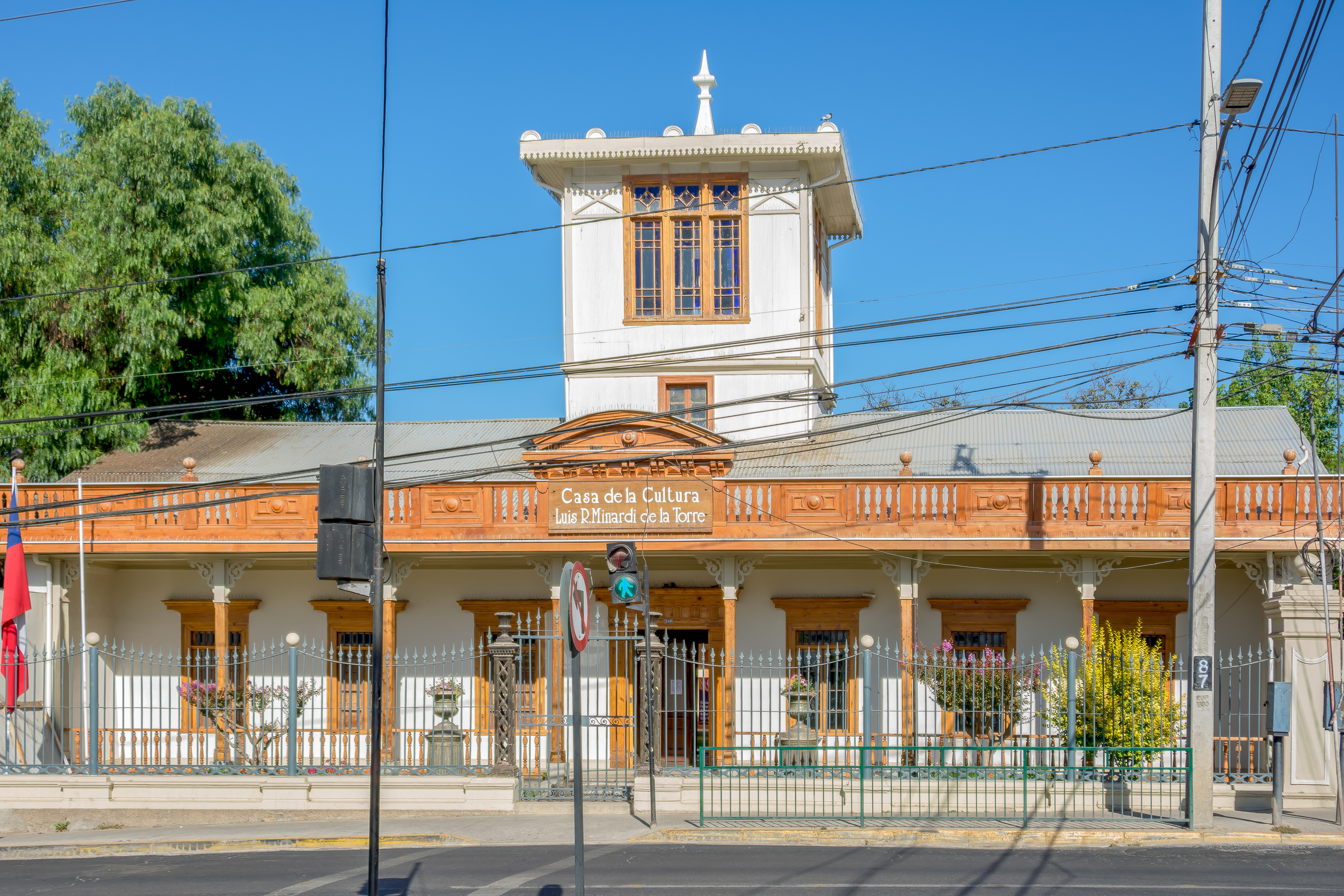
Casa de la Cultura Luis Minardi de la Torre.

En Limache existen edificaciones que debido a su relevancia histórica, atractivo turístico y/o características arquitectónicas son consideradas patrimonio de la comuna, aunque no gocen de tal reconocimiento oficial.
La mayor parte de estas edificaciones se encuentran en San Francisco de Limache. De ellas, una de las que presenta mayor notoriedad es la Hacienda Eastman, la cual fue adquirida por la Ilustre Municipalidad de Limache para su rescate patrimonial. En julio de 2016 se descubrió una red de túneles, cuyo origen se encuentra en la hacienda y que recorren el subsuelo del centro de San Francisco de Limache. En San Francisco de Limache destaca también la Estación Limache, construida en 1872, y recientemente remodelada por Tren Limache-Puerto, siguiendo su línea arquitectónica original. Próximo a la estación, se encuentra la antigua planta de la Compañía de Cervecerías Unidas (CCU).
Cerca del Parque Brasil, se encuentra la capilla del antiguo hospital Santo Tomás cuya construcción finalizó el 13 de enero de 1887 y que fue posteriormente cedida a la Congregación de la Providencia en 1893. Es una de las construcciones más conocidas de la comuna, debido a su valor arquitectónico e histórico. La capilla fue reedificada luego de haber sido destruida totalmente en el terremoto de 1906. En su interior están sepultados los restos de Don José Tomás Urmeneta y su esposa, Carmen Quiroga. Luego del terremoto del 27 de febrero de 2010, la capilla resultó dañada, por lo cual debió ser cerrada y reparada. Actualmente en el edificio se realizan diversas actividades culturales, como por ejemplo conciertos de música docta.
En Limache Viejo destaca la presencia de la Casa de la Cultura, edificada en 1849, la cual perteneció a la familia Herrera de la Vega y que en 1989 fue adquirida por la municipalidad para evitar su demolición. Esta es el principal pilar de la actividad cultural de Limache y desde 1992 funciona como centro cultural, siendo sede de diversas presentaciones artísticas, con un público anual estimado de 3500 personas. Tras el terremoto de 2010, el edificio sufrió daños en su fachada y salones, por lo cual debió ser restaurado y reinaugurado en octubre de 2011. Actualmente en la Casa de la Cultura funciona la Escuela de Bellas Artes y el Conservatorio de Música, ofreciendo además talleres de danza y teatro. La Escuela de Bellas Artes imparte más de doce cátedras en las que participan alumnos de entre 4 y 82 años. Esta escuela organiza en el mes de octubre el concurso de pintura, de carácter nacional, denominado "Juan Francisco González"; este concurso se realiza como homenaje al gran maestro que vivió once años en la Ciudad de Limache. Además se realiza el Concurso de Cómics para los jóvenes proyecto "Marga-Marga", y durante el año junto con los diversos talleres de arte se realiza una exposición mensual de artistas destacados y consagrados de Chile. La Escuela de Bellas Artes se preocupa también de mandar monitores de arte a las Escuelas Rurales de Tabolango y Lliu-Lliu, como una manera integrar el arte en la comuna de Limache.

### Actividades culturales y entretención

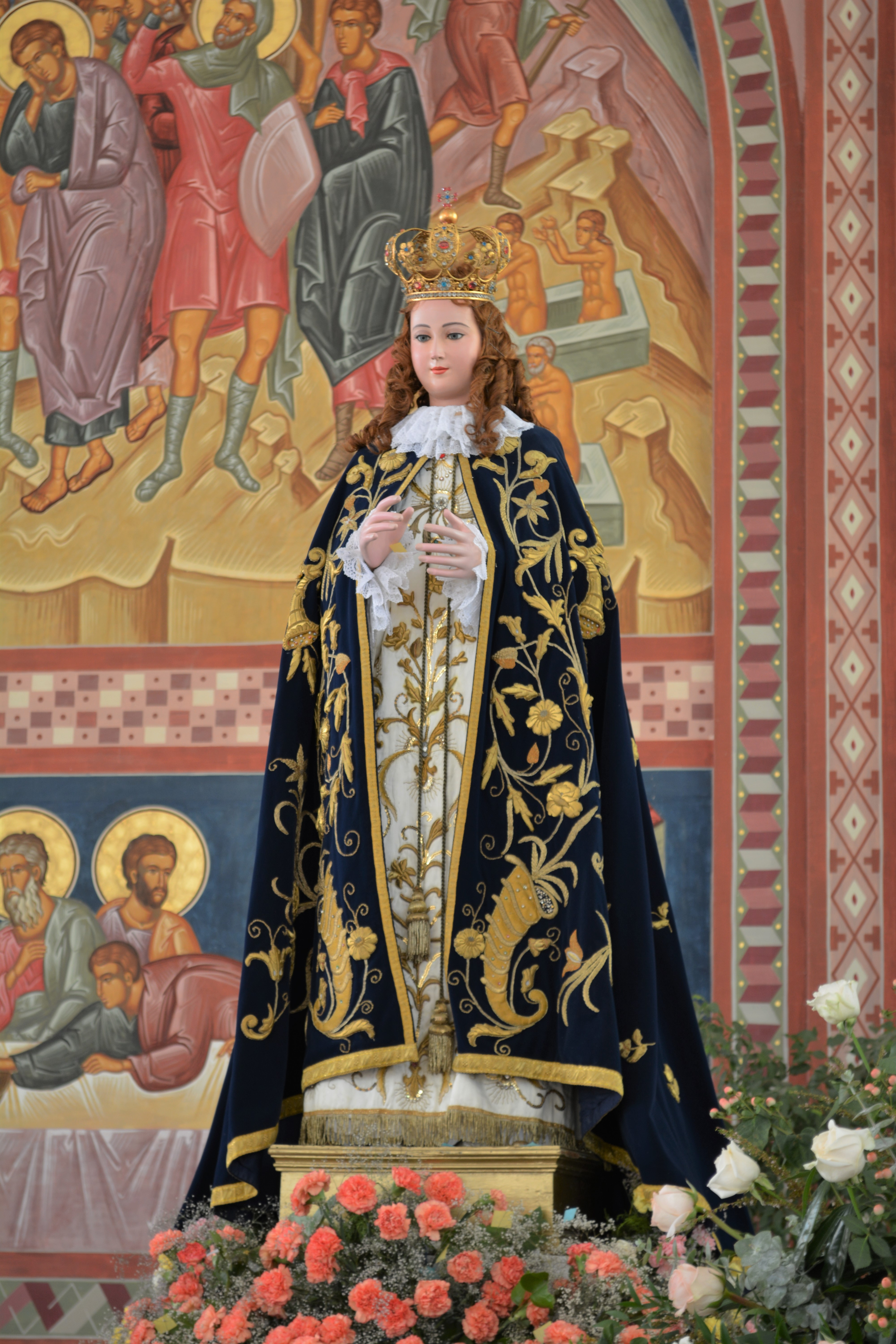
En febrero se celebra la fiesta de la Virgen de las Cuarenta Horas.

La música y el arte en general son unos de los atractivos más fuertes de Limache. Durante el año se realizan variados festivales musicales, así como múltiples exposiciones de artes visuales. Los principales espacios destinados a la realización de las actividades culturales que tienen lugar en Limache son el estadio Ángel Navarrete Candia, el Parque Brasil, la avenida Urmeneta, la Casa de la Cultura de Limache y la capilla del antiguo hospital Santo Tomás.
El Día de la cultura de Limache se desarrolla cada año en el mes de noviembre, organizado por La casa de la Cultura. Las actividades incluyen música, danza, poesía, pintura, etc., siendo los principales escenarios el Parque Brasil, la Parroquia Nuestra Señora de Lourdes y la Capilla Santo Tomás. En esta actividad se dan cita diversos grupos locales, de distintos géneros musicales, desde folklore hasta rock. Otro importante certamen es el festival En Limache se vive el folclor, televisado por el canal regional Quintavisión el cual se desarrolla entre los meses de enero y marzo. Para la ocasión se monta un escenario frente al Parque Brasil, siendo un evento abierto al público, de carácter gratuito, al cual se estima que asisten en promedio sobre 5000 personas. Este ha contado con la animación del destacado animador Juan La Rivera. y la participación de importantes artistas y conjuntos nacionales, como el Ballet Folclórico de Chile (Bafochi), Ballet Folclórico de Antofagasta y Los Jaivas.
En el estadio Ángel Navarrete Candia tienen lugar importantes actividades, tales como la fiesta de año nuevo, la cual cuenta con un espectáculo de fuegos artificiales y música en vivo; las ramadas en fiestas patrias y el Festival de la Cerveza, que cuenta con numerosos puestos de cervecerías locales y la participación de destacadas bandas nacionales, así como artistas emergentes.
En términos de afluencia de público, la actividad más importante de Limache es la fiesta religiosa de la Virgen de las Cuarenta Horas, la cual se celebra cada año el último domingo de febrero, en la Parroquia de la Santa Cruz de Limache. Se realizan 13 eucaristías en el día, con una misa central a las 12:00, presidida por el Obispo de Valparaíso y, a las 18:00, se realiza una procesión de la imagen de la Virgen por la Avenida República. Se estima que en la fiesta religiosa participan más de 100.000 peregrinos.

## Transporte

### Vías de acceso

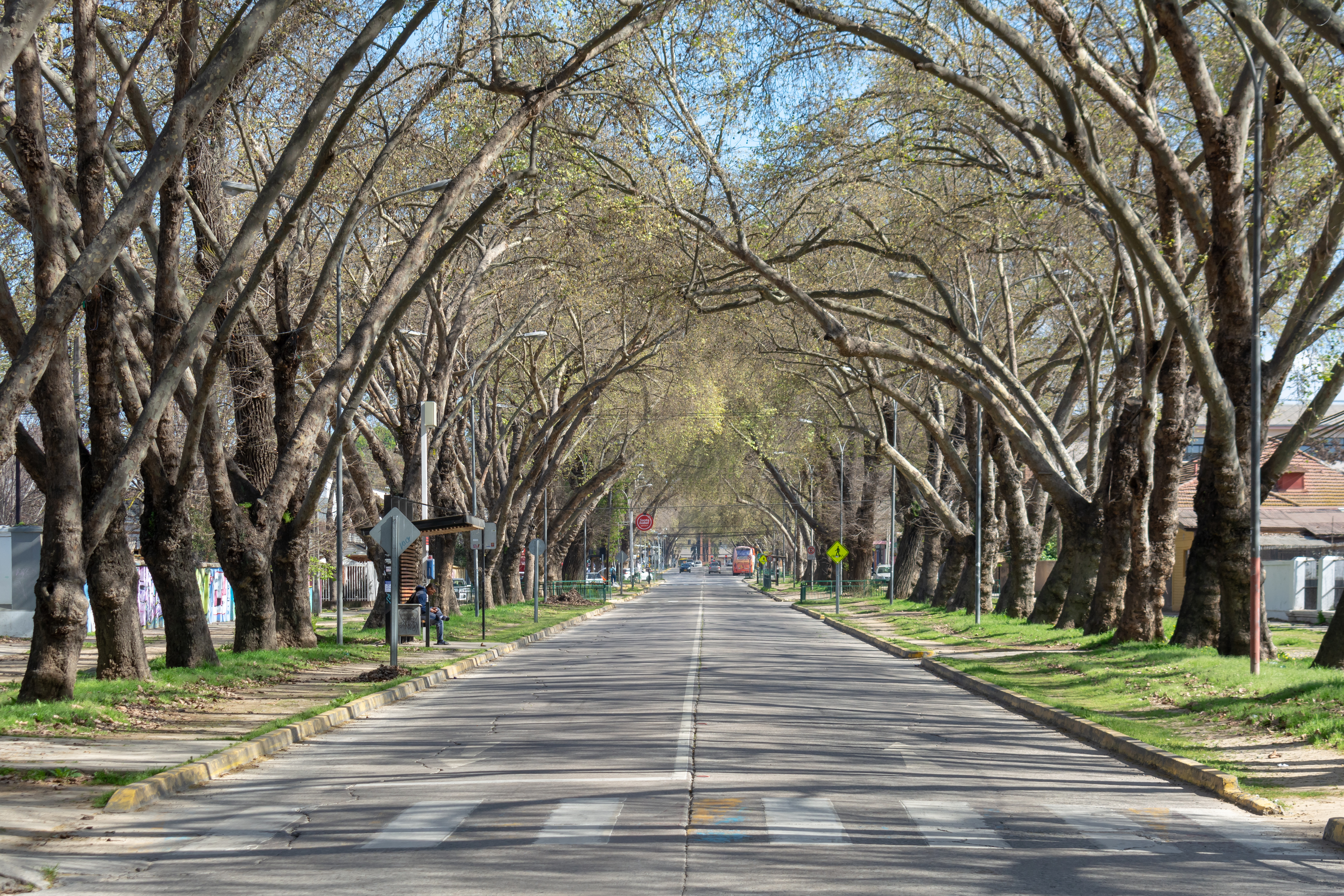
Avenida Urmeneta, principal arteria de San Francisco de Limache.

La comuna de Limache se encuentra a 108 km de Santiago y a 43 km de Valparaíso. Las vías de conexión desde la Región Metropolitana es por cuesta La Dormida que comunica a Olmué con Tiltil, Ruta 5 o Autopista del Aconcagua, Camino Troncal Ruta 62 entre La Calera y Quillota, o por Vía Lo Orozco que comunica a Casablanca con Quilpué. Desde la Capital Porteña y otras comunas del Gran Valparaíso se puede llegar por el Camino Troncal Ruta 62 que conecta a la Capital Regional con La Calera, la nueva Autopista Troncal Sur hasta Villa Alemana o la Ruta CH-60 (Camino Internacional) que une a la Costa de la Región con la ciudad argentina de Mendoza.
La principal arteria vial de Limache es la avenida Palmira Romano, la cual conecta a toda la comuna en sentido norte-sur. La arteria más importante en San Francisco de Limache es la Avenida José Tomás Urmeneta, mientras que la arteria vial más importante de Limache Viejo es la avenida República. El transporte local (buses y colectivos) circula en torno a dichas avenidas, además de calle Ignacio Serrano, Arturo Prat, Carlos Condell y avenida Eastman en San Francisco de Limache, las avenidas 18 de septiembre, Independencia, Andrés Bello y calle Echaurren en Limache Viejo.

### Ferrocarril

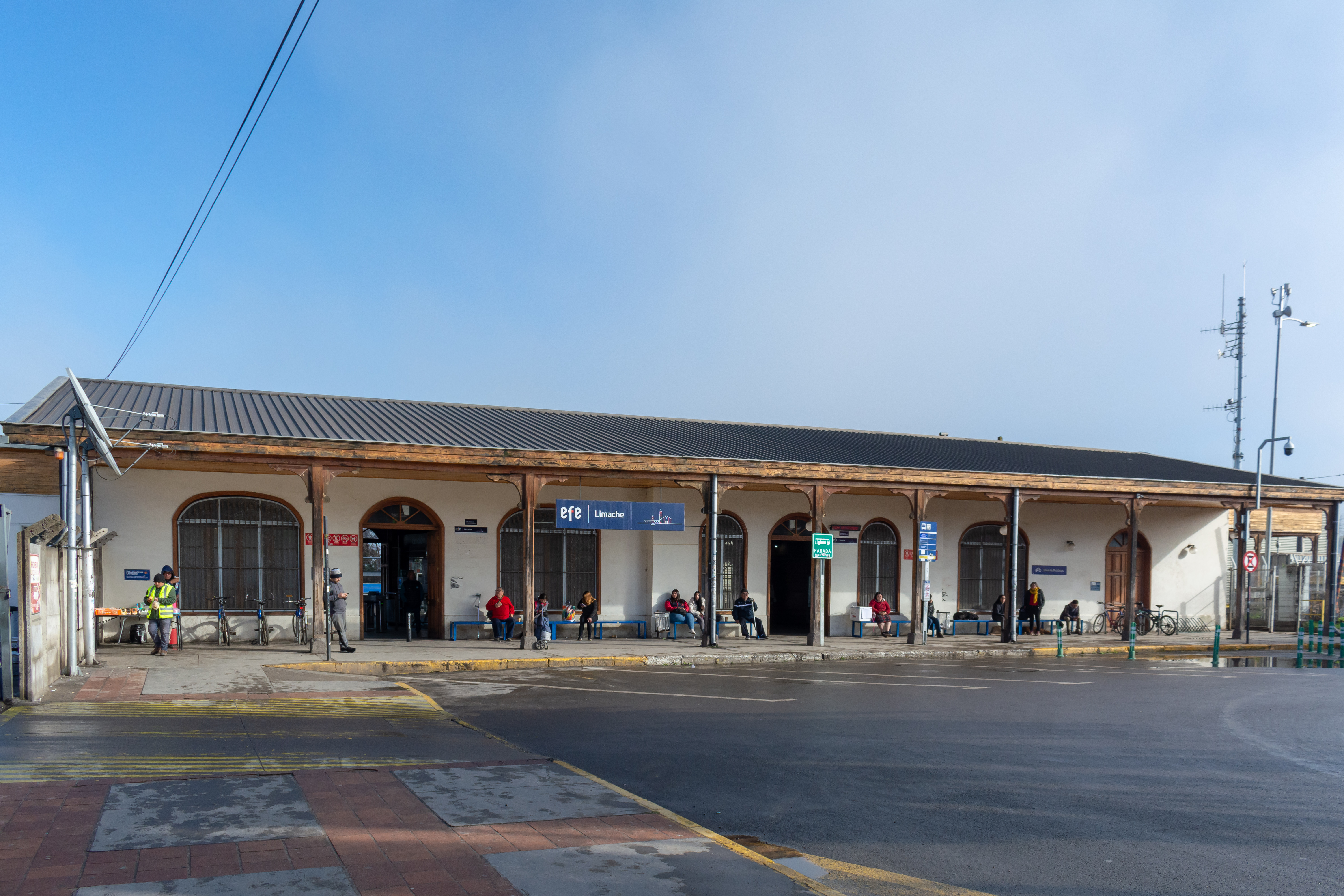
Estación Limache.

El Tren Limache-Puerto cuenta con una línea única que va desde la capital regional, Valparaíso, pasando por, Viña del Mar, Quilpué y Villa Alemana hasta terminar en Limache. Este cuenta con 20 estaciones, siendo las más importantes las estaciones Puerto, Bellavista, Barón, Viña del Mar, Quilpué, Villa Alemana y Limache, ubicada en San Francisco de Limache. El servicio opera con una frecuencia de 12 minutos en días hábiles y 15 minutos los fines de semana entre Limache y Puerto. La estación Limache hace de estación intermodal, donde se extiende el servicio de metro por medio de buses hacia el sector de Limache Viejo y las comunas de Quillota, La Cruz, La Calera y Olmué.

### Buses interurbanos
En ambos sectores de la comuna, Limache Viejo y San Francisco de Limache, hay agencias de buses interregionales que conectan a la comuna con Santiago y las regiones del norte de Chile, a través de la cuesta de La Dormida y la Ruta 5 Norte, respectivamente. Los buses intercomunales permiten la comunicación con las ciudades aledañas, principalmente Olmué, Quillota, Villa Alemana, Quilpué, Viña del Mar, Valparaíso, así como ciudades del interior como San Felipe, Los Andes y Petorca, a través de la ruta 62.

## Deportes

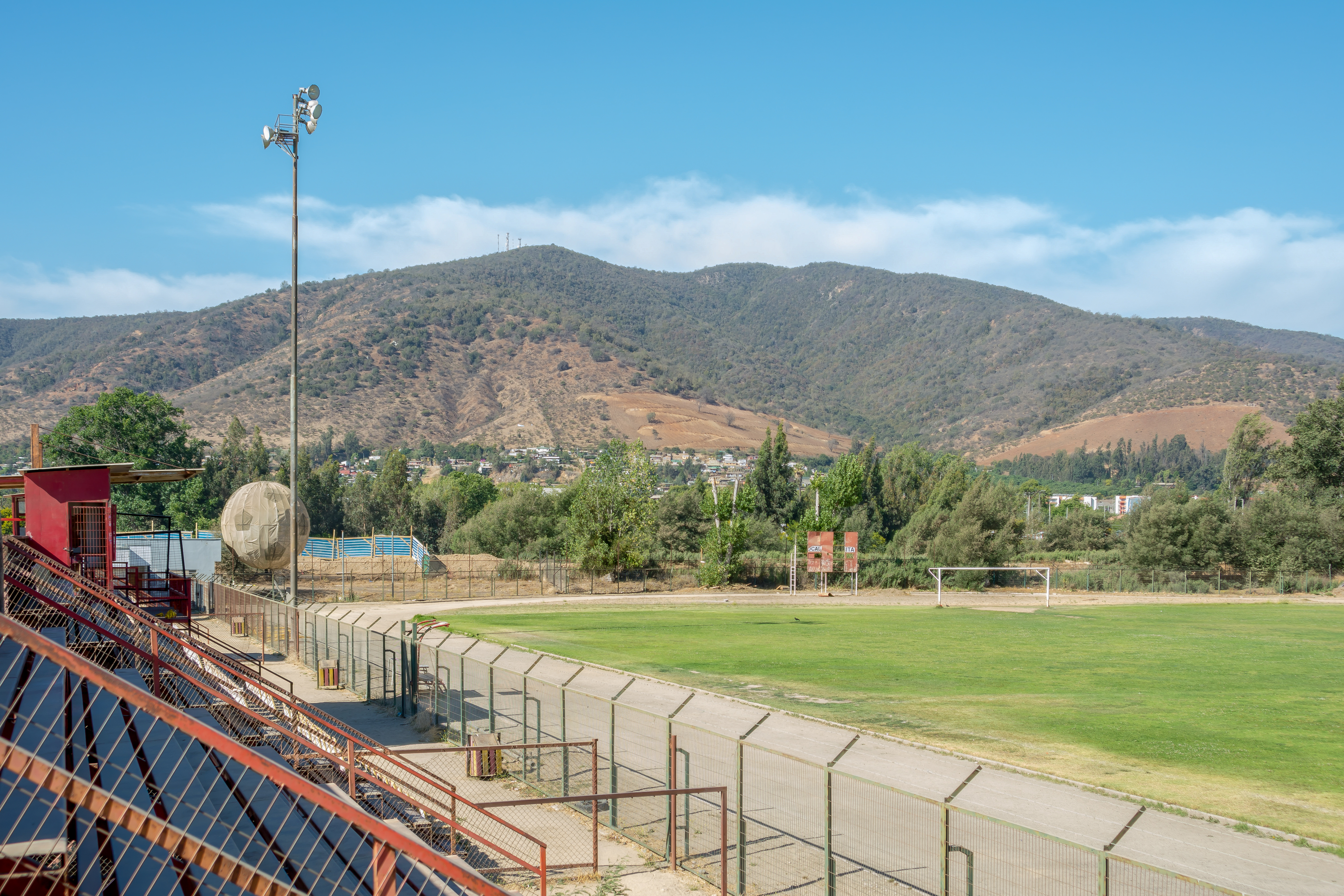
Estadio Municipal Ángel Navarrete Candia.

El principal deporte practicado en Limache es el fútbol. La ciudad cuenta con un equipo de fútbol en la Primera División, el Club de Deportes Limache.
En Limache también se practica el rugby, cuyo representante es el club Huasos RC, con divisiones adulta y menores, que el año 2001 consiguió para la ciudad la sede del Mundial juvenil M-19 en el estadio municipal Ángel Navarrete Candia, enfrentándose las selecciones de Rusia con Lituania y la de Estados Unidos con Georgia. En la actualidad Del Valle Rugby Club, es quien representa a los limachinos en torneos a nivel competitivo y cuenta con escuelas gratuitas de rugby para menores de 14 años, además de una rama juvenil y una femenina.
En la localidad rural de Los Laureles se encuentran diversos clubes de rodeo, y el centro de equitación La Madriguera. En Los Leones se encuentra el Club de Golf Huinganal, que cuenta con 9 hoyos. Cerca, en Tránsito Guerra, se encuentra el haras Santa Beatriz.

## Medios de comunicación

### Radioemisoras
FM
- 88.7 MHz - Radio Mila
- 91.5 MHz - Radio Somos
- 98.5 MHz - Radio Latina
- 106.1 MHz - Radio Participa

On-Line
- Radio Ámbar
- Radio Conceptos
- Radio Más Chile
- Radio Sonrisas

### Prensa escrita
En Limache circulan los principales diarios nacionales, tales como El Mercurio y La Tercera, y regionales, tales como El Mercurio de Valparaíso y El Observador.